# Пащел де Ната
Пащел де Ната (на португалски: pastel de nata [pɐʃˈtɛl dɨ ˈnatɐ]; мн. ч. pastéis de nata [/pɐʃˈtejʃ/ dɨ ˈnatɐ]) е португалски сладкиш с яйчен крем, който по желание се поръсва с канела. Извън Португалия е особено популярен в други части на Западна Европа, Азия и бивши португалски колонии, като Бразилия, Мозамбик, Макао, Гоа и Източен Тимор. Макаоската версия е приета от KFC и се предлага в региони като континентален Китай, Хонконг, Тайван, Тайланд и Сингапур. В Индонезия този сладкиш е особено популярен в Кампунг Тугу, Джакарта – културно португалски анклав.

## История
Сладкишите пащеиш де ната са вдъхновени от оригиналната рецепта на пащеиш де Белем, създадена преди XVIII век от католически монаси в манастира Жеронимуш в енорията „Света Мария от Витлеем“ в Лисабон. По онова време в манастирите и конвентите се използват големи количества белтъци за колосване на дрехи, като например религиозните одежди на монасите и монахините. Останалите жълтъци често се използват за приготвяне на сладкиши и десерти, което довежда до разпространението на разнообразни рецепти за сладкарски изделия в цялата страна.
След Либералната революция от 1820 и разпускането на религиозните ордени и закриването на много манастири и конвенти, монасите започват да продават пащеиш де ната в близка захарна рафинерия, за да осигурят приходи. През 1834 г. манастирът е закрит, а рецептата продадена на захарната рафинерия, чиито собственици през 1837 г. открили Fábrica de Pastéis de Belém. Потомците им продължават да управляват бизнеса и до днес.
От откриването на Fábrica de Pastéis de Belém оригиналната рецепта, която вдъхновява различните варианти на Пащел де Ната, се пази в тайна стая. Затова Fábrica de Pastéis de Belém е единственото място в света, което произвежда оригиналния сладкиш, вдъхновил многобройните вариации, известни като „пащеиш де ната“. Магазинът се намира само на три минути пеша от манастира Жеронимуш.
През 2009 г. Гардиън включва пащеиш де Белем сред 50-те „най-добри неща за ядене“ в света. През 2011 г., след резултати от публично гласуване, този сладкиш е обявен за едно от Седемте чудеса на португалската гастрономия, което допълнително затвърждава статута му като едно от най-популярните национални ястия на Португалия.